# 大阪プロレスバトルロイヤル王座
大阪プロレスバトルロイヤル王座（おおさかプロレスバトルロイヤルおうざ）は、大阪プロレスが管理、認定している王座。

## 歴史
2001年3月24日、大阪プロレスデルフィンアリーナ大会で行われた初代王座決定バトルロイヤルに勝利したミラクルマンが初代王者になった。
2014年4月20日、王者のタイガースマスクが返上。その後、王座決定戦が行われないまま事実上封印状態となる。

## 歴代王者
| 歴代   | 選手                          | 戴冠回数 | 防衛回数 | 獲得日付       | 獲得場所 （対戦相手・その他）                    |
| ------ | ----------------------------- | -------- | -------- | -------------- | ------------------------------------------------ |
| 初代   | ミラクルマン                  | 1        | 0        | 2001年3月24日  | デルフィンアリーナ 11人によるバトルロイヤル      |
| 第2代  | えべっさん（初代）            | 1        | 3        | 2001年6月8日   | ディファ有明                                     |
| 第3代  | シュウ                        | 1        | 0        | 2002年2月17日  | デルフィンアリーナ                               |
| 第4代  | えべっさん（初代）            | 2        | 2        | 2002年3月21日  | デルフィンアリーナ                               |
| 第5代  | シュウ                        | 2        | 1        | 2002年6月16日  | デルフィンアリーナ                               |
| 第6代  | くいしんぼう仮面              | 1        | 1        | 2002年6月29日  | 高砂市運動公園総合体育館                         |
| 第7代  | ビリーケン・キッド            | 1        | 0        | 2002年8月13日  | デルフィンアリーナ                               |
| 第8代  | えべっさん（初代）            | 3        | 1        | 2002年9月25日  | ディファ有明                                     |
| 第9代  | 福田ユタカ                    | 1        | 0        | 2002年11月10日 | デルフィンアリーナ                               |
| 第10代 | 高井憲吾                      | 1        | 0        | 2002年12月23日 | デルフィンアリーナ                               |
| 第11代 | えべっさん（初代）            | 4        | 5        | 2003年1月12日  | デルフィンアリーナ                               |
| 第12代 | ビリーケン・キッド            | 2        | 1        | 2003年9月21日  | デルフィンアリーナ                               |
| 第13代 | ミラクルマン                  | 2        | 1        | 2003年11月8日  | デルフィンアリーナ                               |
| 第14代 | えべっさん（初代）            | 5        | 0        | 2004年6月6日   | デルフィンアリーナ                               |
| 第15代 | ツッコミマスク                | 1        | 0        | 2004年7月19日  | デルフィンアリーナ                               |
| 第16代 | えべっさん（初代）            | 6        | 0        | 2004年9月12日  | 高砂市運動公園総合体育館                         |
| 第17代 | ツッコミマスク                | 2        | 0        | 2004年11月23日 | デルフィンアリーナ                               |
| 第18代 | ミラクルマン                  | 3        | 5        | 2005年1月9日   | デルフィンアリーナ                               |
| 第19代 | ブラックバファロー            | 1        | 0        | 2006年7月15日  | デルフィンアリーナ 返上                          |
| 第20代 | Mr.カラスコ                   | 1        | 0        | 2006年8月13日  | デルフィンアリーナ 10人によるバトルロイヤル 返上 |
| 第21代 | くいしんぼう仮面              | 2        | 0        | 2006年9月6日   | 宮城球場正面広場 バトルロイヤル（人数不明）      |
| 第22代 | サンタマン                    | 1        | 0        | 2006年12月24日 | デルフィンアリーナ                               |
| 第23代 | タコヤキーダー                | 1        | 2        | 2007年6月23日  | デルフィンアリーナ道頓堀                         |
| 第24代 | えべっさん（3代目）           | 1        | 3        | 2009年1月12日  | 新宿FACE                                         |
| 第25代 | 政宗                          | 1        | 0        | 2009年7月19日  | 大阪ミナミ ムーブ・オン アリーナ                 |
| 第26代 | 松山勘十郎                    | 1        | 1        | 2010年1月17日  | 新宿FACE                                         |
| 第27代 | くいしんぼう仮面              | 3        | 0        | 2010年3月21日  | 大阪ミナミ ムーブ・オン アリーナ                 |
| 第28代 | えべっさん（3代目）           | 2        | 4        | 2010年7月10日  | 大阪ミナミ ムーブ・オン アリーナ                 |
| 第29代 | アルティメット・スパイダーJr. | 1        | 2        | 2011年2月26日  | 大阪ミナミ ムーブ・オン アリーナ                 |
| 第30代 | アップルみゆき                | 1        | 3        | 2011年10月22日 | 大阪ミナミ ムーブ・オン アリーナ                 |
| 第31代 | くいしんぼう仮面              | 4        | 0        | 2012年10月20日 | 大阪ミナミ ムーブ・オン アリーナ                 |
| 第32代 | タダスケ                      | 1        | 2        | 2012年11月2日  | 平野区民センター                                 |
| 第33代 | 松山勘十郎                    | 2        | 2        | 2013年5月17日  | 新木場1stRING                                    |
| 第34代 | 瀬戸口直貴                    | 1        | 0        | 2013年12月28日 | ナスキーホール梅田                               |
| 第35代 | タイガースマスク              | 1        | 0        | 2014年4月20日  | ナスキーホール梅田 返上                          |